# サモシール島

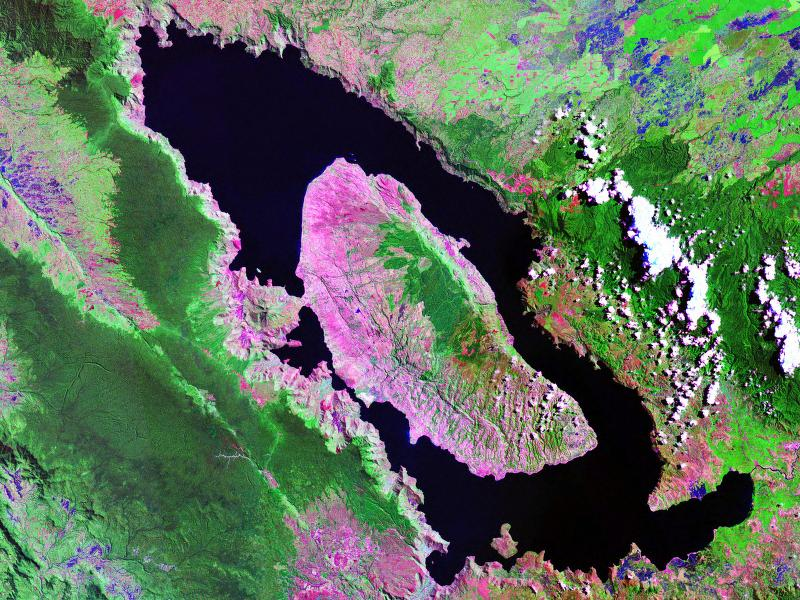
トバ湖とサモシール島

サモシール島（サモシールとう、インドネシア語: Pulau Samosir）はインドネシア・スマトラ島北部のカルデラ湖であるトバ湖に浮かぶ火山島である。面積は約630 km2。
湖と共に約7万5,000年程前に起きた巨大火山（スーパーボルケーノ）の噴火によって誕生した。かつては対岸のカルデラとは西の細い地峡により繋がっていたが、現在は湖上の水運のために開削されており小さな橋が架かっている。
サモシール島は風光明媚な観光スポットとして人気がある。島内観光の中心はトゥクトゥク（Tuktuk）・トモック（Tomok）といった島東部の地区で、対岸の町パラパット（Parapat）から渡船で連絡している。島はこの地方の民族であるバタクの文化の中心として多くの遺跡が残されている。

## ギャラリー

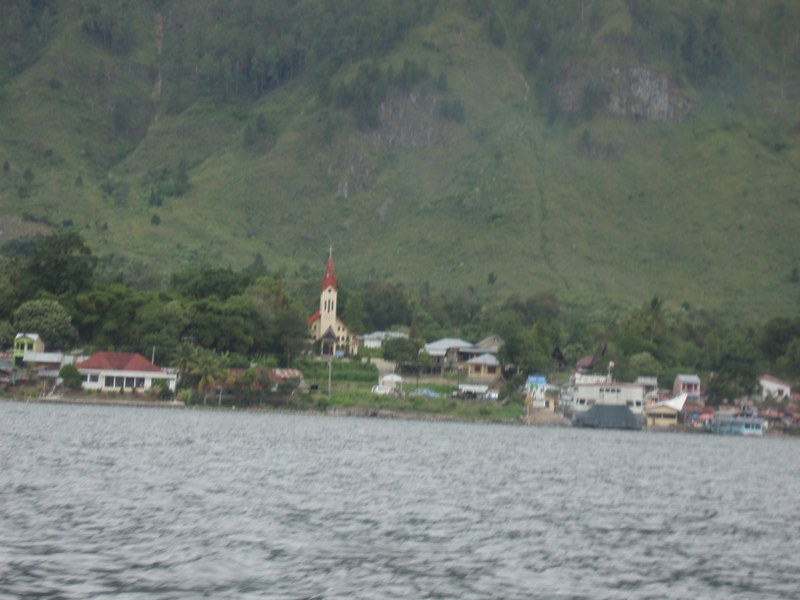
トバ湖畔のサモシール島の村
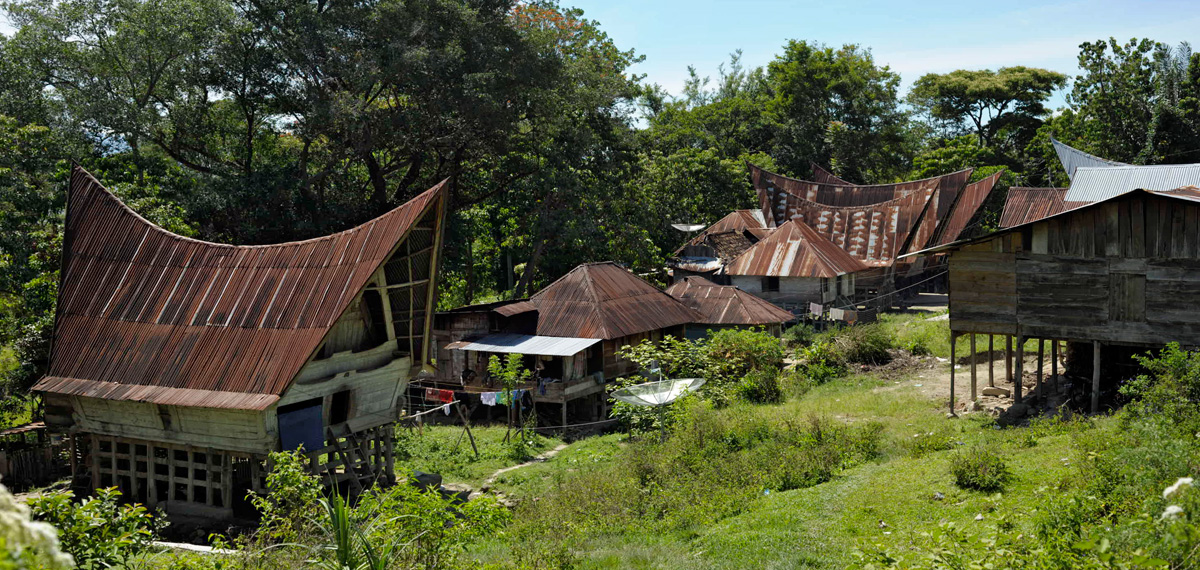
バタック族の村
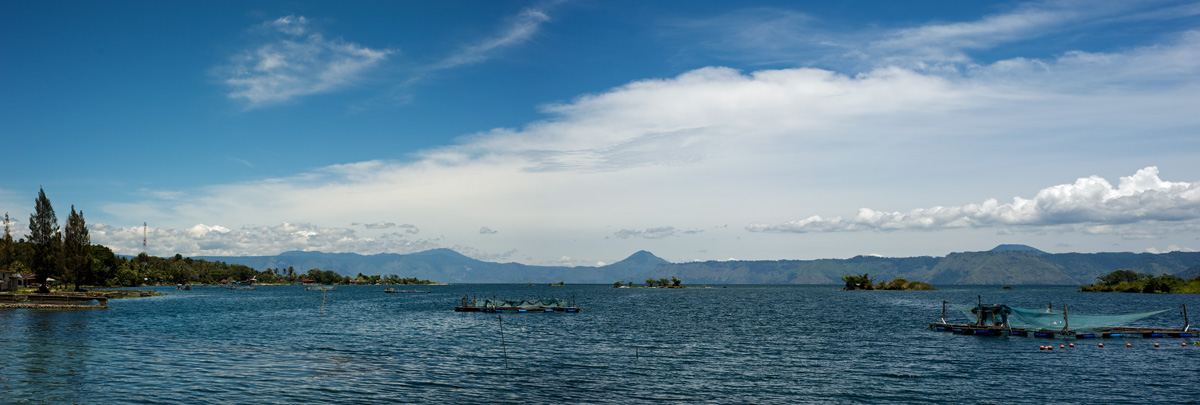
シマニンド村からの湖の眺望

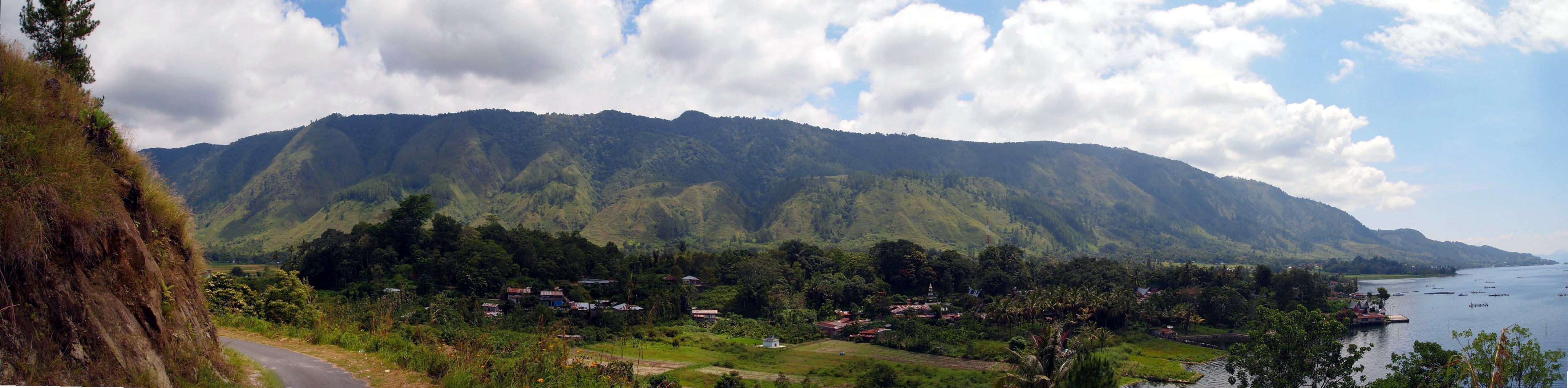
トバ湖とサモシール島のアンバリータ村の全景